# Список кавалеров креста Виктории в Первой мировой войне

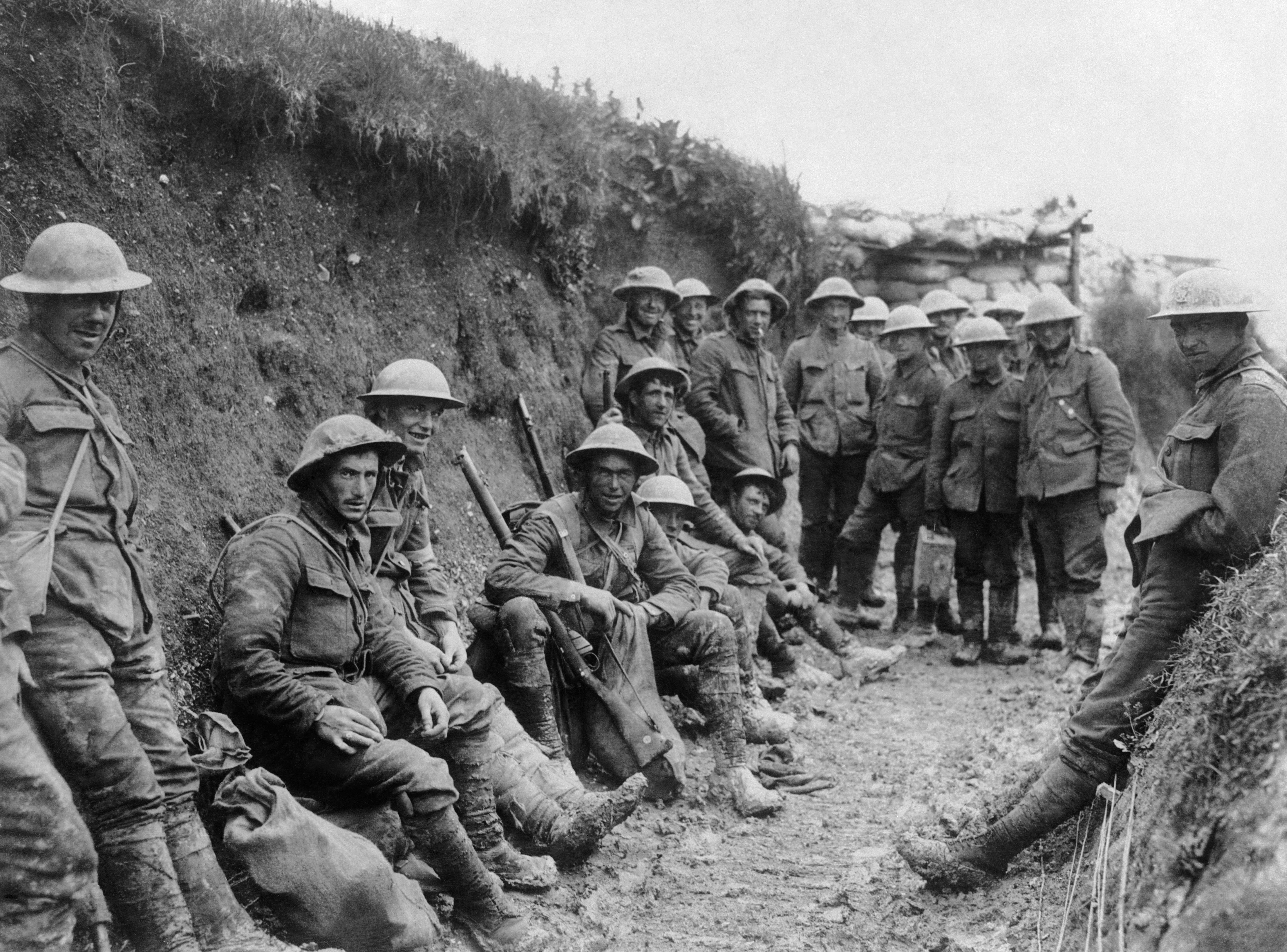
Королевские ирландские стрелки в окопах в первый день Соммской битвы, 1 июля 1916 года

В Первую мировую войну крест Виктории присуждался 628 раз 627 получателям. Крест Виктории — высшая воинская награда за «героизм, проявленный в боевой обстановке», вручаемая военнослужащим стран Содружества и прежних территорий Британской империи. Ею могут быть награждены военнослужащие всех званий и родов войск, а также гражданские лица, подчиняющиеся военному командованию. Награда была официально учреждена указом королевы Виктории от 29 января 1856 года, опубликованном 5 февраля 1856 года. Указ позволял ретроактивные награждения за события вплоть до 1854 года, это было сделано для того, чтобы наградить отличившихся во время Крымской войны. Первая церемония награждения состоялась в Гайд-парке 26 июня 1857 года, когда королева Виктория вручила этот знак отличия 62-м из 111 кавалеров креста в Крымской войне.
Первая мировая война была глобальным вооружённым конфликтом, в котором участвовали все основные мировые державы, разделённые на два противоборствующих лагеря: Антанта и Тройственный союз. Более 70 миллионов человек было мобилизовано в одной из самых широкомасштабных войн в истории. Основные государства-комбатанты перешли на режим тотальной войны, переключив свои промышленные и научные ресурсы и возможности на военные нужды. Более 15 миллионов человек были убиты, сделав этот конфликт одним из самых смертоносных в истории. Непосредственным поводом к войне послужило убийство 28 июня 1914 года австрийского эрцгерцога Франца Фердинанда. Вскоре после этого вступила в действие цепочка военных альянсов, ввергнувших Европу в войну. Западный фронт, протянувшийся от Северного моря до реки Орн стал местом наибольшей концентрации войск стран Содружества.
1 июля 1916 года, в первый день битвы на Сомме, британская армия пережила самый кровавый день в своей истории, потеряв 57 470 человек, из которых 19 240 человек погибшими. Наибольшее число жертв пришлось на первый час атаки. В тот день сразу девятеро были удостоено креста Виктории.  В общем зачёте соммское наступление обошлось британской армии в почти полмиллиона жертв. Военные действия не ограничивались одной сушей, Первая мировая война стала ареной крупных морских сражений, а также развёрнутого военного применения авиации. Война на море в первую очередь была сконцентрирована на осуществлении морской блокады территорий Центральных держав Антантой. В свою очередь Центральные державы предпринимали попытки прорвать эту блокаду, а также установить свою собственную эффективную блокаду Британских островов и Франции при помощи подводных лодок и рейдеров. Самым грандиозным морским сражением Первой мировой войны стала Ютландская битва — единственной полномасштабной схваткой линкоров в этой войне. Четыре креста Виктории нашли своих обладателей за действия в Ютландии. Война в небе стала причиной награждения 19 авиаторов. Первая мировая война дала миру целую плеяду воздушных асов, таких как немец Манфред фон Рихтгофен, известный как Красный барон, или британцы Альберт Болл, Эдвард Мэннок и Билли Бишоп — все они были кавалерами креста Виктории. Военные действия прекратились 11 ноября 1918 года подписанием Компьенского перемирия в одноимённом лесу, хотя официально война была закончена не везде, вплоть до подписания ряда различных мирных договоров в 1919 году. К концу войны четыре основных империи — Германская, Российская, Австро-Венгерская и Османская — были повержены в военном и политическом отношении, две последних прекратили своё существование, развалившись на несколько независимых государств. Из 60 миллионов воевавших в 1914—1918 годах в Европе солдат 8 миллионов было убито, 7 миллионов искалечено и ещё 15 миллионов были серьёзно травмированы.
Во время войны Британия призвала все свои доминионы и колонии оказывать метрополии военную, финансовую и материальную поддержку. Армии доминионов предоставили более 2,5 миллионов человек, не говоря уже о многих тысячах добровольцев королевских колоний. Наибольшее количество людей поступило из Британской Индии, Канады, Австралии и Новой Зеландии. Индийский контингент состоял из 130 тысяч военных с разными способностями и отбывал службу во Франции или Бельгии. Более 9 тысяч боевиков из Индии погибли, 11 из них были награждены крестом Виктории. Австралийские имперские силы приступили к своему формированию 15 августа 1914 года и основывались на добровольной основе на протяжении всей войны. За четыре года конфликта 331 814 австралийских добровольцев побывали на фронтах Первой мировой, 63 из них получили крест Виктории (9 из которых — за Галлиполийскую кампанию). 11 членов новозеландских экспедиционных сил стали кавалерами этой награды. В канадские экспедиционные силы были призваны более 600 000 человек и за свою четырёхлетнюю историю они насчитывали 71 награждённого. На момент начала боевых действий Ньюфаундленд являлся отдельным доминионом, 2 солдата из Ньюфаундленда стали обладателями креста.
628 награждений в течение Первой мировой войны составляют почти половину от общего числа, в 1356 медалей, за всю историю креста Виктории. Для сравнения во Вторую мировую войну состоялось 181 награждение. Ноэль Шавасс был награждён крестом Виктории а также планкой к нему (означающей повторное награждение), за свои действия в двух различных сражениях на полях Мамеца и Пашендейля. От ран полученных во второй битве он скончался. Артур Марин-Лик тоже получил планку к кресту в Первую мировую войну, свой первый крест он заслужил во второй англо-бурской войне.

## Кавалеры
- этим цветом выделено посмертное награждение

| № п/п | Имя                   | Звание              | Воинское подразделение                                                                    | Дата совершения подвига     | Место совершения подвига                       |
| ----- | --------------------- | ------------------- | ----------------------------------------------------------------------------------------- | --------------------------- | ---------------------------------------------- |
|       | Эдвард Анвин          | коммандер           | SS River Clyde                                                                            | 22 апреля 1915              | Галлиполи, Турция                              |
|       | Уильям Ангус          | младший капрал      | Лёгкий пехотный полк горцев                                                               | 12 июня 1915                | Живанши-ле-ла-Бассе, Франция                   |
|       | Александр Бёртон      | младший капрал      | 7-й батальон 1-й австралийской дивизии                                                    | 9 августа 1915              | Галлиполи, Турция                              |
|       | Фредерик Биркс        | младший лейтенант   | 6-й батальон 1-й австралийской дивизии                                                    | 21 сентября 1917            | Ипр, Бельгия                                   |
|       | Билли Бишоп           | капитан             | 60-я эскадрилья королевского лётного корпуса                                              | 2 июня 1917                 | Камбре, Франция                                |
|       | Эдвард Кортни Бойл    | лейтенант-коммандер | HMS E14                                                                                   | 25 апреля 1915              | Дарданеллы, Турция                             |
|       | Артур Бортон          | подполковник        | 2/22-й батальон лондонского полка                                                         | 7 ноября 1917               | Шерия, Палестина                               |
|       | Стэнли Боухи          | младший лейтенант   | 1/4-й батальон королевских шотландских фузилёров                                          | 1 декабря 1917              | Эль-Барф, Палестина                            |
|       | Катберт Бромли        | капитан             | 1-й батальон ланкаширских фузилёров                                                       | 25 апреля 1915              | Галлиполи, Турция                              |
|       | Джон Патрик Гамильтон | рядовой             | 3-й батальон 1-й австралийской дивизии                                                    | 9 августа 1915              | Галлиполи, Турция                              |
|       | Фрэнсис Гренфелл      | капитан             | 9-й Её Величества Королевский Уланский полк                                               | 24 августа 1914             | Одренье, Бельгия                               |
|       | Джон Гримшоу          | младший капрал      | 1-й батальон ланкаширских фузилёров                                                       | 25 апреля 1915              | Галлиполи, Турция                              |
|       | Уильям Данстан        | капрал              | 7-й батальон 1-й австралийской дивизии                                                    | 9 августа 1915              | Галлиполи, Турция                              |
|       | Мир Даст              | джемадар            | 55-й полк стрелков Кока (пограничные войска)                                              | 26 апреля 1915              | Вильтье, Бельгия                               |
|       | Чарльз Даути-Уайли    | подполковник        | королевские уэльские фузилёры                                                             | 26 апреля 1915              | Галлиполи, Турция                              |
|       | Джеймс Даффи          | рядовой             | 6-й батальон королевских эннискилленских фузилёров                                        | 27 декабря 1917             | Керекеина-Пик, Палестина                       |
|       | Альберт Джакка        | младший капрал      | 14-й батальон 1-й австралийской дивизии                                                   | 19—20 мая 1915              | Галлиполи, Турция                              |
|       | Леонард Кейзор        | младший капрал      | 1-й батальон 1-й австралийской дивизии                                                    | 7 августа 1915              | Галлиполи, Турция                              |
|       | Уильям Кинилли        | рядовой             | 1-й батальон ланкаширских фузилёров                                                       | 25 апреля 1915              | Галлиполи, Турция                              |
|       | Джон Коллинз          | капрал              | 25-й батальон королевских уэльских фузилёров                                              | 31 октября 1917             | Беэр-Шева, Палестина                           |
|       | Уильям Кольтман       | младший капрал      | 1/6-й батальон северо-стаффордширского полка принца Уэльского                             | 3—4 октября 1917            | высота Мэникин в окрестностях Секеара, Франция |
|       | Уильям Косгроу        | капрал              | 1-й батальон королевских мюнстерских фузилёров                                            | 26 апреля 1915              | Галлиполи, Турция                              |
|       | Виктор Кратчли        | старший лейтенант   | HMS Vindictive                                                                            | 9 мая 1918                  | Остенде, Бельгия                               |
|       | Роберт Крюйкшенк      | рядовой             | 2/14-й батальон лондонского шотландского полка                                            | 1 мая 1918                  | восточный берег реки Иордан, Палестина         |
|       | Лала                  | ланс-наик           | 41-й дограсский полк                                                                      | 21 января 1916              | Эль-Ора, Месопотамия                           |
|       | Александр Лафон       | майор               | 1/1-й батальон ополчения графства Лондон йоменской конной дивизии                         | 27 октября 1917             | хребет Эль-Буггар, Палестина                   |
|       | Фрэнк МакНамара       | лейтенант           | 1-я эскадрилья австралийских ВВС                                                          | 20 марта 1917               | Египет                                         |
|       | Джордж Мур            | младший лейтенант   | 3-й батальон Хэмпширского полка                                                           | 5 июня 1915                 | Галлиполи, Турция                              |
|       | Эдвард Мэннок         | майор               | 85-я эскадрилья королевского лётного корпуса                                              | 18 июня 1918 — 26 июля 1918 | в небе над Францией                            |
|       | Генри Мюррей          | капитан             | 13-й батальон 4-й австралийской дивизии                                                   | 4—5 февраля 1917            | Гедекур, Франция                               |
|       | Габар Сингх Неги      | стрелок             | 2-й батальон 39-го полка гархвалских стрелков                                             | 10 марта 1915               | Нев-Шапель, Франция                            |
|       | Дарван Сингх Неги     | наик                | 1-й батальон 39-го полка гархвалских стрелков                                             | 23—24 ноября 1914           | Фестюбер, Франция                              |
|       | Сэмюэл Нидэм          | рядовой             | 1/5-й батальон бедфордширского полка                                                      | 10—11 сентября 1918         | Кафр-Кассим, Палестина                         |
|       | Филипп Ним            | лейтенант           | 15-я полевая рота корпуса Королевских инженеров                                           | 19 декабря 1914             | Нев-Шапель, Франция                            |
|       | Джеймс Ньюланд        | капитан             | 12-й батальон 1-й австралийской дивизии                                                   | 7—14 апреля 1917            | Бапом, Франция                                 |
|       | Джеральд О’Салливан   | капитан             | 1-й батальон королевских эннискилленских фузилёров                                        | 1—2 июля 1915               | Галлиполи, Турция                              |
|       | Уолтер Паркер         | младший капрал      | портсмутский батальон королевской морской лёгкой пехоты                                   | 30 апреля—1 мая 1915        | Галлиполи, Турция                              |
|       | Фред Поттс            | рядовой             | 1/1-й батальон беркширских йоменов 2-й конной дивизии                                     | 21 августа 1915             | Галлиполи, Турция                              |
|       | Каранбахадур Рана     | стрелок             | 2-й батальон Её Величества королевы Александры 3-го полка гуркхских стрелков 75-й дивизии | 10 апреля 1918              | Эль-Кефр, Египет                               |
|       | Джон Ридитт           | рядовой             | 6-й батальон добровольцев принца Уэльского (южно-ланкаширского полка)                     | 25 февраля 1917             | Алькайат-аль-Гахарбига, Месопотамия            |
|       | Альфред Ричардс       | сержант             | 1-й батальон ланкаширских фузилёров                                                       | 25 апреля 1915              | Галлиполи, Турция                              |
|       | Эрик Гаскойн Робинсон | лейтенант-коммандер | HMS Vengeance                                                                             | 26 февраля 1915             | Дарданеллы, Турция                             |
|       | Уильям Джон Симонс    | младший лейтенант   | 7-й батальон 1-й австралийской дивизии                                                    | 8—9 августа 1915            | Галлиполи, Турция                              |
|       | Бадлу Сингх           | рисальдар           | 14-й полк джатских уланов Мюррея                                                          | 23 сентября 1918            | западный берег реки Иордан, Палестина          |
|       | Гобинд Сингх          | ланс-даффадар       | 28-й полк лёгкой кавалерии                                                                | 30 ноября — 1 декабря 1917  | Позьер, Франция                                |
|       | Чатта Сингх           | сипай               | 9-й бхопальский пехотный полк                                                             | 13 января 1916              | Вади, Месопотамия                              |
|       | Иззи Смит             | капрал              | 1-й батальон манчестерского полка                                                         | 26 апреля 1915              | Сен-Жюльен, Бельгия                            |
|       | Альфред Смит          | младший лейтенант   | 1/5-й батальон восточно-ланкаширского полка                                               | 23 декабря 1915             | Галлиполи, Турция                              |
|       | Джеймс Сомерс         | сержант             | 1-й батальон королевских эннискилленских фузилёров                                        | 1—2 июля 1915               | Галлиполи, Турция                              |
|       | Фрэнк Стаббс          | сержант             | 1-й батальон ланкаширских фузилёров                                                       | 25 апреля 1915              | Галлиполи, Турция                              |
|       | Джордж Стрингер       | рядовой             | 1-й батальон манчестерского полка                                                         | 8 марта 1916                | Эс-Синн, Месопотамия                           |
|       | Фредерик Табб         | лейтенант           | 7-й батальон 1-й австралийской дивизии                                                    | 9 августа 1915              | Галлиполи, Турция                              |
|       | Артур Тисдолл         | младший лейтенант   | 8-й батальон 63-й дивизии королевского военно-морского добровольческого резерва           | 25 апреля 1915              | Галлиполи, Турция                              |
|       | Ньюго Тросселл        | младший лейтенант   | 10-й полк лёгкой кавалерии                                                                | 29—30 августа 1915          | Галлиполи, Турция                              |
|       | Чарльз Трэйн          | капрал              | 2/14-й батальон лондонского шотландского полка                                            | 8 декабря 1917              | Эйн Карем, Палестина                           |
|       | Джек Уайт             | рядовой             | 6-й батальон собственного королевского ланкастерского полка                               | 7 марта 1917                | река Диала, Месопотамия                        |
|       | Джордж Годфри Уилер   | майор               | 7-й харианский уланский полк                                                              | 12—13 апреля 1915           | Шаиба, Месопотамия                             |
|       | Джордж Кэмпбелл Уилер | майор               | 2-й батальон 9-го полка гуркхских стрелков                                                | 23 февраля 1917             | Шумран, Месопотамия                            |
|       | Ричард Уиллис         | капитан             | 1-й батальон ланкаширских фузилёров                                                       | 25 апреля 1915              | Галлиполи, Турция                              |
|       | Джордж Уилсон         | рядовой             | Лёгкий пехотный полк горцев                                                               | 14 сентября 1914            | Верне, Франция                                 |
|       | Гарольд Уитфилд       | рядовой             | 10-й батальон королевского шропширского легкопехотного полка                              | 18 марта 1918               | Бурж-Эль-Лисанех, Египет                       |
|       | Гарт Уолфорд          | капитан             | королевский полк артиллерии                                                               | 26 апреля 1915              | Галлиполи, Турция                              |
|       | Сидни Уильям Уэйр     | капрал              | 1-й батальон сифортских горцев                                                            | 6 апреля 1916               | Санна-и-Ят, Месопотамия                        |
|       | Джеймс Финн           | рядовой             | 4-й батальон южно-уэльских пограничников                                                  | 9 апреля 1916               | Санна-и-Ят, Месопотамия                        |
|       | Джон Фокс-Расселл     | капитан             | медицинская служба при 1/6-м батальоне королевских уэльских фузилёров                     | 6 ноября 1917               | Тель-эль-Хувеилфех, Палестина                  |
|       | Уильям Форшоу         | лейтенант           | 1/9-й батальон манчестерского полка                                                       | 7—9 августа 1915            | Галлиполи, Турция                              |
|       | Бернард Фрейберг      | капитан             | королевский западно-суррейский полк                                                       | 13 ноября 1916              | Бокур-сюр-л'Анкр, Франция                      |
|       | Худадад Хан           | сипай               | 129-й собственный герцога Коннаутского полк белуджи                                       | 31 октября 1914             | Холлебеке, Бельгия                             |
|       | Шахамад Хан           | наик                | 89-й пенджабский полк                                                                     | 12—13 апреля 1916           | Бейт-Айееса, Месопотамия                       |
|       | Перси Хансен          | капитан             | 6-й батальон линкольнширского полка                                                       | 9 августа 1915              | Галлиполи, Турция                              |
|       | Уильям Харви          | майор               | королевская морская лёгкая пехота                                                         | 31 мая 1916                 | Ютландское сражение, Дания                     |
|       | Норман Дуглас Холбрук | лейтенант-коммандер | HMS B.11                                                                                  | 13 декабря 1914             | Дарданеллы, Турция                             |
|       | Альфред Шаут          | капитан             | 1-й батальон 1-й австралийской дивизии                                                    | 9 августа 1915              | Галлиполи, Турция                              |
|       | Уильям Эддисон        | капеллан            | управление службы военных священников                                                     | 9 апреля 1916               | Санна-и-Ят, Месопотамия                        |